# M. H. Abrams
Meyer Howard Abrams (Long Branch, 23 de julio de 1912-Ithaca, 21 de abril de 2015) citado habitualmente como M. H. Abrams, fue un crítico literario estadounidense, conocido por sus obras sobre el romanticismo, en particular su libro The Mirror and the Lam: Romantic Theory and the Critical Tradition. Bajo la dirección de Abrams, The Norton Anthology of English Literature se convirtió en el texto estándar para los cursos de investigación de pregrado en Estados Unidos y en un importante creador de tendencias en la formación de cánones literarios.

## Primeros años
Nacido en Long Branch, Nueva Jersey, era hijo de inmigrantes judíos procedentes de Europa del Este. Hijo de un pintor de casas y el primero de su familia en ir a la universidad, ingresó a la Universidad de Harvard como estudiante universitario en 1930. Se dedicó al inglés porque, dice, "no había trabajo en ninguna otra profesión..., así que pensé que también podría disfrutar morir de hambre, en lugar de morir de hambre mientras hacía algo que no disfrutaba". Después de obtener su licenciatura en 1934, Abrams ganó una beca Henry para el Magdalene College de Cambridge, donde su tutor fue Ivor Armstrong Richards. Regresó a Harvard para realizar estudios de posgrado en 1935 y recibió una maestría en 1937 y un doctorado en 1940.

## Carrera
Durante la Segunda Guerra Mundial, trabajó en el Laboratorio de Psicoacústica de Harvard. Describe su trabajo como resolver el problema de las comunicaciones de voz en un ambiente militar ruidoso estableciendo códigos militares que son altamente audibles e inventando pruebas de selección para personal que tenía una capacidad superior para reconocer el sonido en un fondo ruidoso.
En 1945, Abrams se convirtió en profesor en la Universidad de Cornell. Entre sus alumnos se encontraban los críticos literarios Harold Bloom, Gayatri Spivak y E. D. Hirsch, al igual que los novelistas William H. Gass y Thomas Pynchon. Fue elegido miembro de la Academia Estadounidense de Artes y Ciencias en 1963 y miembro de la Sociedad Filosófica Estadounidense en 1973. Desde el 4 de marzo de 2008, era profesor emérito de inglés de la promoción de 1916 allí.

## Vida personal
Su esposa durante 71 años, Ruth, falleció antes que él en 2008. Cumplió 100 años en julio de 2012. Abrams murió el 21 de abril de 2015 en Ithaca, Nueva York, a la edad de 102 años.

## Obra seleccionada
- The Mirror and the Lamp: Romantic Theory and the Critical Tradition (1953) ISBN 978-0-19-501471-6
- The Poetry of Pope: a selection (1954) ISBN 978-0-88295-067-9
- Literature and Belief: English Institute essays, 1957. (1957) editor ISBN 978-0-231-02278-1
- A Glossary of Literary Terms (Geoffrey Harpham, 1957; 9th ed. 2009) ISBN 978-1-4130-3390-8
- English Romantic Poets: modern essays in criticism (1960) ISBN 978-0-19-501946-9
- Editor fundador de Norton Anthology of English Literature (1962), muchas ediciones posteriores.
- The Milk of Paradise: the effect of opium visions on the works of DeQuincey, Crabbe, Francis Thompson, and Coleridge (1970) ISBN 978-0-374-90028-1
- Natural Supernaturalism: Tradition and Revolution in Romantic Literature (1971) ISBN 978-0-393-00609-4
- The Correspondent Breeze: essays on English Romanticism (1984) ISBN 978-0-393-30340-7
- Doing Things with Texts: essays in criticism and critical theory (1989) ISBN 978-0-393-02713-6
- The Fourth Dimension of a Poem and Other Essays (2012) ISBN 978-0-393-05830-7